# Janowo (gmina Środa Wielkopolska)
Janowo – wieś w Polsce położona w województwie wielkopolskim, w powiecie średzkim, w gminie Środa Wielkopolska.
W latach 1975–1998 miejscowość należała administracyjnie do województwa poznańskiego.